# Йоанна Дуда-Гвязда
Йоанна Беата Дуда-Гвязда (пол. Joanna Beata Duda-Gwiazda; (11 жовтня 1939 , Кременець ) — польська дисидентка, профспілковий та громадський діяч лівого напрямку. Активістка руху «Солідарність», дружина Анджея Гвязди . Відома письменниця та журналістка. Антикомуністка, антиглобалістка.

## У дисидентстві
Закінчила суднобудівний факультет Гданського політехнічного університету. За фахом інженер-кораблебудівник. У 1963-1965 роках працювала головним технологом на яхт-верфі в Гданську, потім до 1971 року — в Центральному морському КБ і до 1999 року — в Центрі корабельної техніки. З 2000 року на пенсії.
1961 року вийшла заміж за дисидента — антикомуніста Анджея Гвязду. Разом з ним перебувала в Альпіністському клубі, який вважався в Польській Народній Республіці осередком дисидентства та вільнодумства. У 1962 році вступила до ПОРП, була членом партії до 1968 року. Після політичної кризи, репресій та посилення режиму Йоанна Дуда-Гвязда приєдналася до демократичної опозиції.
У 1976 році разом із чоловіком публічно виступила на підтримку Комітету Оборони Робітників. З 1978 року — активістка Вільних профспілок Побережжя, редактор підпільного бюлетеня Robotnik Wybrzeża. У жовтні 1979 року брала участь у голодуванні солідарності із заарештованими активістами чехословацької Хартії 77.

## У «Солідарності»
У серпні 1980 року Йоанна Дуда-Гвязда взяла активну участь у страйку на Гданській корабельні . Була членом Міжзаводського страйкового комітету, була співавтором 21 вимоги, які лягли в основу угод 31 серпня 1980 року. Після заснування «Солідарності» перебувала у загальнонаціональному та гданському керівництві профспілки, виконувала функції прес-секретаря.
13 грудня 1981 року Йоанна Дуда-Гвязда була інтернована військовою владою ПНР. Звільнено 22 липня 1982 року. Видавала підпільні часописи Skorpion та Poza Układem. Як і її чоловік, Дуда-Гвязда категорично засудила " змову в Магдаленці " наприкінці 1988 року і не прийняла угод Круглого столу 1989 року .
Моральний авторитет подружжя Гвяздів сприяє тому, що Йоанна періодично виступає експертом-очевидцем, проясняючи спірні моменти історії «Солідарності», наприклад, характер відносин між Лехом Валенсою та Богданом Борусевичем .

## У новій опозиції

### Ідеї
У Третій Речі Посполитій Йоанна Дуда-Гвязда активно займається політичною журналістикою. Входить до складу редакційної ради часропису Nowy Obywatel (серед членів ради був Збігнєв Ромашевський). Дотримується лівих демократичних поглядів, виступає з позицій соціального солідаризму. Характерний підзаголовок журналу: Pismo na rzecz sprawiedliwości społecznej — Видання соціальної справедливості .

Для Дуди-Гвязди характерні ідеї антиглобалізму . Вона наполегливо проводить думку про успадкування глобальної системи (Friedmanizm) від тоталітарних комуністичних режимів XX століття. Боротьбу з транснаціональним фінансовим капіталом вважає продовженням боротьби з диктатурою номенклатури .
Глобальна система збанкрутувала морально і матеріально, але досі тримається економічним та політичним примусом. Як Ярузельський, який спочатку танками захистив соціалізм, а потім став першим президентом польського капіталізму. Дії Ярузельського починають виглядати осмисленими, коли ми розуміємо, що метою його війни було знищення першої «Солідарності» — профспілки, яка стояла на заваді нової системи. Президент Джордж Буш-старший не безпідставно рекомендував Ярузельського в президенти, не дарма йому шанують нову владу Польщі. Уряд дбає про заощадження у швейцарських банках на випадок швидкої евакуації. Страх перед майбутнім, перед гнівом вулиці стає все помітнішим. Але пропаганда ще захищає вільний ринок, демократію, терпимість та права людини, ніби не очевидно, що все це лише димова завіса. В основі нового світового порядку лежить монетаризм, підпорядкування економіки банкам, обмеження демократичних виборів та впливу профспілок. Я переконую друзів прочитати книгу Наомі Кляйн " Доктрина шоку "… Марксисти та антимарксисти не повинні забувати, що диктатура пролетаріату мала бути лише засобом для централізованого управління глобальною економікою. Зараз до того ж ідуть через правий екстремізм. Наслідки аналогічні комунізму — руйнація сімейних зв'язків, націй, релігійних громад, атомізація суспільства… Держава розвалюється, її інститути перестають функціонувати, але влада зміцнюється і стає більш зарозумілою.Йоанна Дуда-Гвязда

### Практика
У 2007 році Йоанна та Анджей Гвязда брали участь у протестах проти дорожнього будівництва в долині річки Роспуда . У 2011 році — у створенні документального фільму Solidarni 2010 — Солідарні 2010 . Асоціація творців фільму вимагала міжнародного розслідування авіакатастрофи Ту-154 під Смоленськом квітня 2010 року і загибелі президента Леха Качинського . Різко засуджує курс уряду Дональда Туска, особисто бере участь у протестних акціях, зокрема проти "угоди з Путіним " .
Йоанна Дуда-Гвязда — відома польська письменниця та есеїстка. Серед її книг — Polska wyprawa na Księżyc, збірки Poza Układem та Krótki kurs nowomowy .
Нагороджена Орденом Відродження Польщі, є почесною громадянкою Гданська.